# Naturalisatie
Naturalisatie is het verlenen van de nationaliteit van een land aan een vreemdeling die daarom vraagt.

## Koninkrijk der Nederlanden
De Rijkswet op het Nederlanderschap, de Handleiding voor de toepassing van de Rijkswet op het Nederlanderschap 2003 en het Besluit verkrijging en verlies Nederlanderschap regelen onder meer het verlenen van de Nederlandse nationaliteit - het Nederlanderschap - aan een vreemdeling.
Wanneer een vreemdeling de Nederlandse nationaliteit wil aannemen, dan dient hij of zij hiervoor een verzoek in te dienen. Dit dient te geschieden bij de gemeente of het land dan wel Openbaar Lichaam (in het Caribisch gebied) waar de aanvrager woont.
Voorwaarden om voor naturalisatie in aanmerking te komen:
- De verzoeker moet vijf jaar onafgebroken in het Koninkrijk der Nederlanden wonen en rechtmatig verblijf in Nederland hebben (gehad). Zie de uitzonderingen hierop verder in dit artikel.
- De verzoeker moet  het inburgeringsexamen hebben behaald. Er zijn gehele of gedeeltelijke vrijstellingen mogelijk op basis van andere behaalde diploma's. Bijvoorbeeld een NT2-diploma, een behaalde Verkorte Vrijstellingstoets of een Nederlands diploma voor het voortgezet onderwijs.[2]
- Er bestaan geen ernstige vermoedens dat de verzoeker gevaar oplevert voor de openbare orde, de goede zeden, of de veiligheid.
- De identiteit van de verzoeker moet vaststaan aan de hand van gelegaliseerde documenten.
- De verzoeker moet in het bezit zijn van geldige officiële documenten, zoals een geldig verblijfsdocument.
- De verzoeker mag niet veroordeeld zijn voor misdrijven in de afgelopen vier jaar. Ook mag er geen straf ten uitvoer zijn gelegd of bijvoorbeeld een boete of transactie. Sommige misdrijven mogen in het gehele leven van de verzoeker niet voorkomen. Ook mag er niet zijn gelogen of informatie zijn achtergehouden bij de aanvraag van verblijfsvergunningen.

## Termijn van wonen en rechtmatig verblijf
Er zijn uitzonderingen op de termijn van vijf jaar rechtmatig verblijf en wonen in Nederland:
- Is de aanvrager met een Nederlander getrouwd of een geregistreerd partnerschap aangegaan, dan geldt er een termijn van drie jaar onafgebroken samenwoning voorafgaand aan het verzoek. Dit mag binnen of buiten Nederland zijn.
- Is de verzoeker ongehuwd samenwonend met een Nederlander en heeft de verzoeker op grond van deze relatie een verblijfsvergunning, dan geldt een termijn van drie jaar samenwoning in Nederland.
- Als de verzoeker twee jaar rechtmatig verblijf heeft en in Nederland woont, is het ook mogelijk de Nederlandse nationaliteit te verkrijgen als hij/zij in totaal tien jaar rechtmatig verblijf in Nederland heeft gehad en heeft gewoond.
- Oud Nederlanders hoeven niet aan een termijn te voldoen, mits zij een verblijfsvergunning voor onbepaalde tijd hebben.
- Voor staatlozen geldt een termijn van drie jaar.

## Overige
- Wie polygaam gehuwd is zal eerst zo vaak moeten scheiden dat nog slechts één huwelijk overblijft.
- Personen met een naamsketen of namenreeks, kiezen een geslachtsnaam en voornamen. Deze wordt bij Koninklijk Besluit vastgesteld, tegelijk met de verlening van het Nederlanderschap. Ook personen met een (vermoedelijke) nationaliteit van een land waarin namenreeksen gebruikelijk zijn, moeten hun naam laten vaststellen.
- Naamswijziging is mogelijk voor onwelvoegelijke namen in het Nederlands en voor het terug verkrijgen van de naam die de persoon voor het huwelijk bezat ('geboortenaam').
- Topsporters die voor belangrijke wedstrijden worden ingezet en wetenschappers die uitzonderlijk hebben gepresteerd kunnen voor een versnelde procedure in aanmerking komen. In bijzondere gevallen kan het kabinet besluiten de vreemdeling versneld een Nederlands paspoort te verstrekken. Ook tot het koningshuis toetredende vreemdelingen kunnen versneld worden genaturaliseerd.
- De IND beslist op de aanvraag en draagt de te naturaliseren persoon voor bij de Koning, die bij Koninklijk Besluit het Nederlanderschap vaststelt.
- Tenzij anders bepaald treedt het besluit tot verlening van het Nederlanderschap voor een daarin genoemde persoon in werking door de uitreiking aan hem van het hem betreffend uittreksel van het besluit (Bekendmaking van verlening van het Nederlanderschap) bij een naturalisatieceremonie.
- De uitreiking gebeurt pas nadat een verklaring van verbondenheid is afgelegd.
- Het besluit werkt terug tot de dag van de dagtekening.
- Het besluit tot verlening van het Nederlanderschap vervalt ten aanzien van een erin genoemd persoon indien het hem betreffend uittreksel van dit besluit niet binnen een jaar na de dag waarop het besluit is gedagtekend aan hem kan worden uitgereikt doordat hij herhaaldelijk niet verschijnt na opgeroepen te zijn voor de ceremonie.
- Gemeenten zijn verplicht ten minste eenmaal per jaar een naturalisatieceremonie te organiseren, in ieder geval op de landelijke naturalisatiedag, die sinds 2008 op 15 december is, wanneer er dan naturalisatiebesluiten of optiebevestigingen zijn om uit te reiken. Rekening houdend met de maximale termijn waarbinnen de aanvragers het bewijs van Nederlanderschap moeten ontvangen organiseren veel gemeenten meerdere ceremonies per jaar. Kleinere gemeenten die slechts enkele naturalisandi en optanten per jaar hebben kunnen op de landelijke naturalisatiedag alle nieuwe Nederlanders van het afgelopen jaar uitnodigen.

## België
Het verwerven van de Belgische nationaliteit of tot Belg genaturaliseerd worden, wordt geregeld in het Wetboek van de Belgische nationaliteit van 1984. Dit wetboek wordt uitgebreid behandeld in de ministeriële omzendbrief van 25 april 2000 en van 20 juli 2000, uitgevaardigd door de Federale Overheidsdienst Justitie die voor deze materie bevoegd is.
Behalve de natuurlijke weg, zoals door geboorte of afstamming kan men de nationaliteit ook aanvragen mits men aan bepaalde voorwaarden voldoet zoals:
- bepaalde tijd in België verblijven
- in België werken
- huwen met iemand van Belgische nationaliteit

Dergelijke aanvraag gebeurt via de ambtenaar van de burgerlijke stand van de woonplaats, die de aanvraag van de nodige stukken voorziet (leeftijd, bewijs van goed gedrag en zeden, eventuele verplichte adviezen, ....) en voorlegt aan de bevoegde commissie van de Kamer van volksvertegenwoordigers.
Indien de aanvraag goedgekeurd wordt door de Kamer, dan wordt dit bekrachtigd via een wet: een wet die naturalisaties verleent.
In het jaar 2000 werden deze voorwaarden versoepeld in wat men de "snel-Belgwet" is gaan noemen. Deze wetgeving vereenvoudigt de procedures voor naturalisatie aanzienlijk voor bepaalde categorieën van vreemdelingen. De term vreemdeling is in België een juridisch begrip voor burgers die wettelijk in het land verblijven maar die niet over de Belgische nationaliteit beschikken. Hun aantal wordt op 8,3 % van de totale bevolking geschat. De Snel-Belg-wet was voor een aantal Belgische politici een manier om het controversiële thema stemrecht voor migranten uit de weg te gaan, immers kan een tot Belg genaturaliseerde vreemdeling uiteraard over stemrecht beschikken.
In oktober 2010 werd er een wetsvoorstel ingediend om de voorwaarden terug aan te scherpen. In de zomer van 2011 werd er een meerderheid gevonden om het wetsvoorstel voor advies naar de Raad van State te sturen.
Uiteindelijk werd het wetsvoorstel met een ruime meerderheid goedgekeurd op donderdag 25 oktober 2012.
Sinds het ontstaan van België was er een onderscheid tussen 'grote' en 'kleine' naturalisatie, met of zonder politieke rechten. Het wetboek van 1984 zwakte het verschil af en vervolgens werd het afgeschaft.